# ソロモン朝
ソロモン朝（ソロモンちょう、アムハラ語:ሰለሞናዊው ሥርወ መንግሥት、英語: Solomonic dynasty, House of Solomon）は、エチオピア帝国の王朝である。1270年にイクノ・アムラクによって創始され、1974年のエチオピア革命によるハイレ・セラシエ1世の退位まで存続した。キリスト教を基盤とする王朝である。

## 歴史

### ソロモン朝の起源と成立
エチオピアの伝説『諸王の栄光』によると、メネリク1世は、エチオピアのシバの女王と、イスラエル王国の王、ソロモンとの間に生まれたとされている。伝説上、彼はソロモン朝の始祖とされている。伝説上のソロモン朝は10世紀ごろまで存続し、以降はザグウェ朝に王位を簒奪されたとされている。1270年、イクノ・アムラクはメネリク1世の後裔を自称し、ザグウェ朝を打倒して、ソロモン朝を創始した。これは血統的にアクスム王国の復活を意味し、また伝説上のソロモン朝の「復活」を意味した。彼は王国領地の3分の1を、キリスト教の聖人と高名であったタクラ・ハイマーノトに譲渡した。また、王都をロハより南部の、中部地方のショアに移した。

アムダ・セヨン治世下での版図

王朝成立前の10世紀ごろから、アデン湾沿岸とエチオピア高原を結ぶルートを介して、ムスリム商人がソロモン朝の領内に訪れるようになった。14世紀前半、ソロモン朝はアムダ・セヨンの統治下で版図を拡大させていったが、ムスリム勢力の侵攻が始まり、両者の攻防は拮抗するようになった。

### 外部勢力との攻防
イスラーム勢力との攻防戦のさなか、1380年ころにダウィト1世（在位 1382年 - 1411年もしくは1380年 - 1412年）が皇帝に即位した。この時代において、彼はエチオピア北部を支配しており、対する南東部にはワラスマ王朝支配下のイファト・スルタン国（イスラーム系）が存在し、ソロモン朝と敵対した。当時のイファト・スルタン国の長はサイド・アド・ディン2世（在位 1386年～1402年）であった。両者は、紅海沿岸および内陸部における交易をめぐって対立していた。結局、ダウィト1世による繰り返しの侵攻によって、サイド・アド・ディン2世はソマリア方面に退却し、ついで1402年、ゼイラまで追い詰められたうえに殺害された。かくしてソロモン朝ダウィト1世はイスラーム勢力に勝利したが、その後も新たなイスラーム勢力によって悩まされることになった。実際、ダウィト1世の息子にあたる皇帝テオドロス1世（在位 1412年 - 1413年）や皇帝イシャク（在位 1413年 - 1430年）も、イスラーム勢力に殺害されている。
ダウィト1世の孫にあたる皇帝ザラ・ヤコブ（在位 1434年 - 1468年）の治世下でも、イスラーム勢力の侵攻は続いていた。1440年台におけるエジプトは、ヤコブのヨーロッパからの火器取得を防ぐ対策をしていたが、これに対しヤコブは、紅海沿岸から直接ヨーロッパ人と交易するようになったという。15世紀前半よりソロモン朝と対立したイスラーム勢力「アデル」のスルタンであるアフメド・バドレイは、1445年に死去するまで、ソロモン朝と戦闘を続けた。1445年にダワロの戦いで敗北したアデルは、ソロモン朝による重税の代償として、スルタンによる支配の継続を認められた。先のスルタンの死後は、ムハンマド・イブン・バドレイ（在位 1445年 - 1471年）に支配権が引き継がれた。
ヤコブの息子、皇帝バエダ・マリアム1世（在位 1468年 - 1478年）の治世下、エジプトではマムルーク朝が活発であった。ただ、ソロモン朝がマムルーク朝の属国であるとの立場を維持し、積極的に紛争に関与しなかったことから、このころは比較的平和であった。
15世紀にはソロモン朝は最大版図を達成したが、16世紀から、ジハードを唱えるアフマド・イブン・イブリヒム・アル＝ガジー（アフマド・グラニ）が先導するムスリムの大軍勢に圧倒され滅亡の危機に陥った。彼はイスラームの純化運動を行っており、同じイスラーム勢力であったアデルをも征服し、イマームを名乗って、反キリスト教の「ジハード」（聖戦）を展開した。その中途、彼の率いる軍はキリスト教の教会や修道院を破壊し、領内の主要な州を占領し、キリスト教信者に改宗を迫った。しかし、大航海時代のさなかエチオピアを訪れていたポルトガル人を通じて、キリスト教軍がソロモン朝に加勢し、アフマド・グラニは戦死した。16世紀後半になると、クシ系民族オロモ人の侵攻を受けて、ソロモン朝含むキリスト勢力とムスリム勢力の双方は弱体化した。結果としてソロモン朝はエチオピア高原南部の領土を多く失い、版図は半分にまで減少した。実際、17世紀前半にエチオピアに滞在していた宣教師、マニュエル・デ・アルメイダによれば、「30の国、17の州を従えていたソロモン朝は、オロモ人の侵攻を受けて、17の国、3の州を従える存在に縮小した」という。

### ゴンダール期へ
ゴンダールへの遷都以前の期間であるプレ・ゴンダール期（1540年 - 1632年）より、帝国は再建の道を歩むことになるが、帝国の軍事の中枢である王直属の地方駐屯部隊、チャワは同期ごろには機能しなくなり、スセニョス1世（在位 1607年 - 1632年）の治世までに崩壊した。再建のさなか、次いで即位したファシラダス（在位 1632年 - 1667年）は、侵攻による被害が少なかったゴンダールへ遷都し、ゴンダール期（1632年 - 1769年）と呼称される時期が始まった。同期前半にはイヤス1世（在位 1682年 - 1706年）が主導して帝国の再建を実施し、オロモ人による侵攻によって失った領土を回復するに足る国力を得た。外部勢力からの侵攻のさなか、特にファシダラスの治世下において、統治に関する政策にも変容がみられ、16世紀以降は、王朝の権力の弱体化とともに州統治者の権力増大が進んだ。王権が形骸化し、地方の統治者が台頭したにも関わらず、19世紀に至るまでソロモン朝に代わる新たな王朝が成立しなかった要因については、現在も解明が進んでいない。

### イヤス1世から士師時代へ

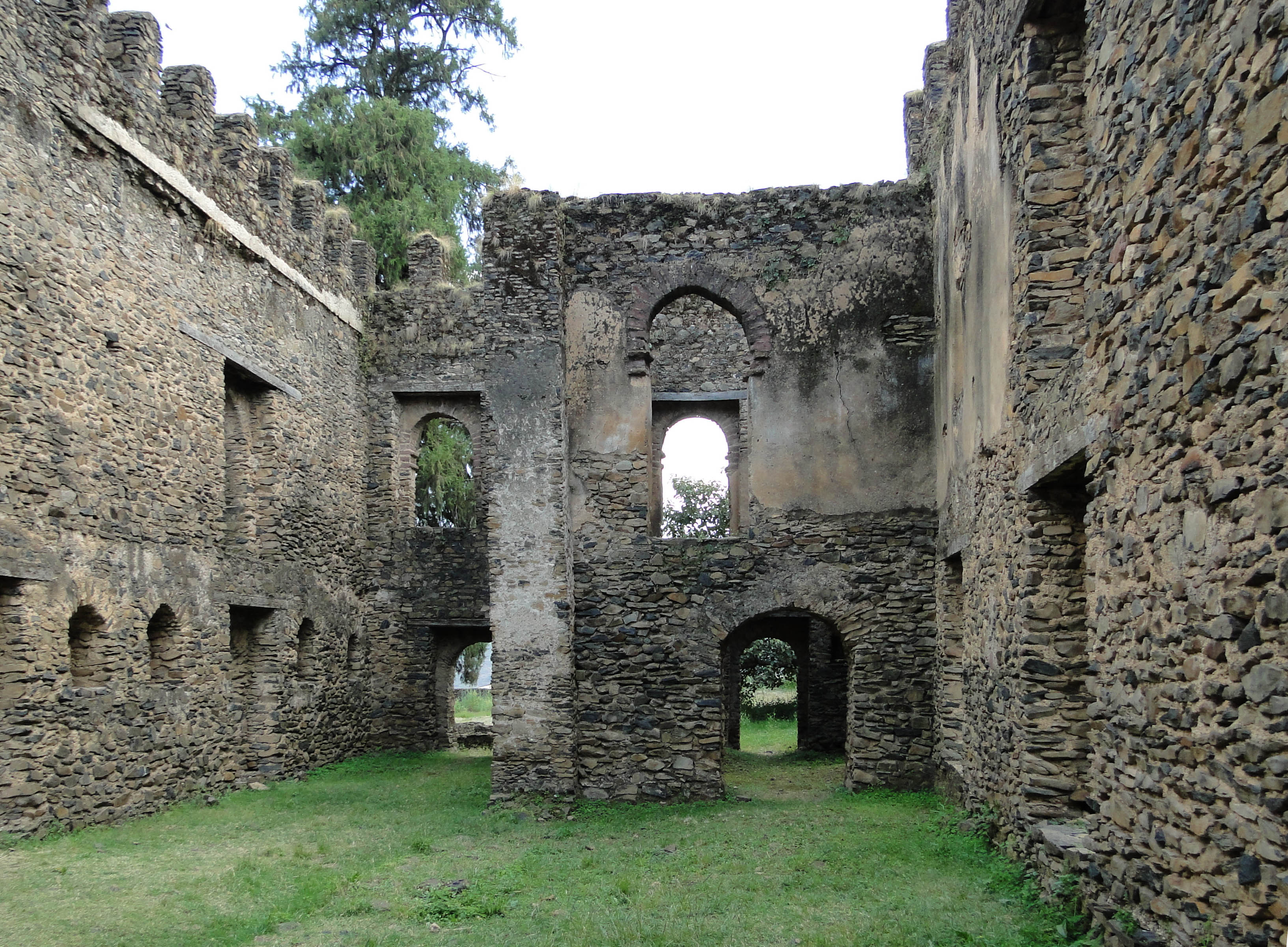
バカッファの宮殿（エチオピア・ゴンダール）

1706年、イヤス1世は暗殺され、続く15年間は、皇帝の暗殺や政争が頻繁に発生した。この時期を経て1721年にバカッファ（在位 1721年 - 1730年）は皇帝に即位した。バカッファは、前述のように形骸化しつつあった王権を、反対派の弾圧を通して復活させ、政情の安定化を一時的に達成した。しかし、2代後のイヨアス1世（在位 1755年 - 1769年）治世下では州統治者間の争いにより再び政情は不安定となり、彼はティグレのラス（豪族）ミカエル・ゼフルの助力を得て事態の収束を図るもかなわず、結局1769年に暗殺された。その後、ソロモン朝の権威は再び形骸化、名目化し、各地の有力者が群雄割拠する士師時代（諸公侯時代、ザマナ・マサフェン、アムハラ語: Zamana Masafent、1769年 - 1855年）に突入した。士師時代に至るまでの詳細な経緯、および士師時代の詳細については、以下の#士師時代にて詳述する。

### 士師時代
士師時代（1769年 - 1855年）は、いわばエチオピアにおける戦国時代であり、皇帝はエチオピア北部のゴンダールに居を構える一方、軍事力の弱体化とともに各地方では有力者が群雄割拠していた。18世紀後半のエチオピアの政治状況について書かれた史料は非常に少なく、スコットランドの旅行家であるジェームズ・ブルースによる探検記ほどしかない。そのため、士師時代に関する記述の多くはブルースの記述に依存することに留意されたい。

#### ミカエル・ゼフルの王位簒奪
士師時代における内戦は、アムハラ・ショアとティグレ・ゴジャムとの対立であった。ここで、皇帝イヨアス1世とメンテワブは、ティグレのラス（豪族）ミカエル・ゼフルに助けを求めた。というのも、当時のティグレはトルコから武器を購入して強大な軍事力を保持していたからである。しかし、結果としてミカエル・ゼフルは皇帝らを暗殺し、王位を簒奪した。ミカエル・ゼフルは名目上の皇帝としてヨハンネス2世（在位 1770年）を擁立したが、数か月後タクラ・ハイマノット2世（在位 1770年 - 1777年）に替えられた。

#### ヤジュ朝の成立
先述したミカエル・ゼフルは、王位を簒奪した時点で高齢であり、その支配は長続きしなかったが、タクラ・ハイマノット2世に次いで皇帝に即位したソロモン3世（在位 1777年 - 1779年）の治世まで、権力を保持し続けた。ミカエル・ゼフルの死後は、彼に取って代わるようにムスリムのアリ・グラングラが実権を握った。彼はエチオピア北部、現在のウォロ出身である。彼は、タクラ・ハイマノット2世と対立していたギヨルギスを援助し、勝利させた。そののちグラングラは、ギヨルギスをテクレ・ギヨルギス1世（在位 1779年 - 1784年）として即位させ、また1784年には自身を「アリ1世」（在位 1784年 - 1788年）としてヤジュ朝を創始した。そしてヤジュ1世は、キリスト教徒の多いゴンダール周辺の支持を得ようと、イスラーム教からキリスト教に改宗した。

#### オロモの王国
士師時代以前より、エチオピア南部はオロモ人遊牧民による社会が成立していた。そして士師時代の真っただ中である1800年ごろのエチオピア南部には、複数のオロモ人王国が存在していた。その王国とは、リム＝エナリア王国、ジムナ王国、ゴムマ王国、グンマ王国、ゲラ王国の5つであり、「ギベの5王国」と呼ばれている。またこのほかにも、エチオピア南西部にはカファ王国が存在していた。なお、のちにソロモン朝の皇帝メネリク2世を輩出するショアという地方において、彼の祖父であるサーレ・マリアムの代から彼にいたるまで、エチオピア南部の領土拡張に苦心している。

#### 士師時代の終焉
1832年のダブラ・アベイの戦いによって、ティグレの支配者であるデジャズマッチ（dajazmatch, dejaematch;「伯爵」の意）セバガデスと、対立していたヤジュ朝の長が戦死した。ティグレの支配者が空位となったことにつけこんだセメンのウーベ・ハイラ・マリアムはディグレを従属させた。しかし彼は、ティグレとのトラブルを避け、ひいてはエチオピアの統一のため、ティグレの貴族に対して協調姿勢を取った。この当時、「ゴジャムからティグレに至るエチオピア高原で最強である」と自認していた彼であったが、彼は1852年にカッサ・ハイル（のちのテオドロス2世）という強敵と対峙することとなる。
一方のヤジュ朝は、ダブラ・アベイの戦いにより長を失った後、アリ2世が王として即位した。彼の母、メネンはキリスト教への改宗を行って、ソロモン朝の皇帝ヨハンネス3世の妻となり「イテグ」（皇后、itegue）の称号を得て、息子であるアリ2世の出世を望んだ。しかし、これがカッサ・ハイルと対立する要因となった。
そもそも、カッサ・ハイルの父は、ゴンダールのタナ湖西北に位置するクワラの長でしかなかったが、周辺の人々からシバの女王の血を引く正当なソロモン朝の後継者であると信じられていたという。カッサ・ハイル本人においては、前述のように息子の出世を目論んでいたメネンによってクワラから追放された経歴を持ち、それへの反抗の意図もあってか「シフタ」（アムハラ語で「ゲリラ」の意）を行い、戦利品をクワラの農民に与えることで、農民らの支持を得ていた。彼は、追放から5年後の1844年には、ついにクワラの支配者の地位に就くことになった。結局翌年に、メネンはカッサ・ハイルをクワラの支配者として認めるにいたり、アリ2世の娘を彼に嫁がせた。これには、ティグレやゴジャムの豪族（ラス）たちとの戦闘にあたって、彼の力が必要であったことが関係している。
カッサ・ハイルは、メネンがティグレの動向に気を取られていたことを利用し、1846年10月にクワラの北東部に位置するデンビアを占領、さらには1847年1月、無防備であったゴンダールを占領した。同年6月にようやく、メネン側はゴンダール奪還へ兵を進めるが、カッサ・ハイルに敗北し、夫と共に捕縛された。結局交渉により、捕縛を解く代償として、領地をカッサ・ハイルに譲渡した。
これ以降の5年間、アリ2世とカッサ・ハイルの関係性は良好にみえたが、カッサ・ハイルは次なる戦闘への布石を敷いていた。彼はその後18か月にも亘る戦闘に悉皆勝利し、1853年6月29日のアイシャルの戦いには、アリ2世自らの軍勢を敗北させた。
エチオピアでは、アイシャルの戦いをもって、ソロモン朝によるヤジュ朝からの権利奪還とされ、士師時代が終焉したものとされる。実際には、ゴジャムのビルルやティグレのウーベ・ハイレ・マリアムがエチオピアに台頭していたが、後者はアイシャルの戦いを経てカッサ・ハイルに実質服属しており、残るライバルのビルルに対しては、苦闘の末1854年5月に勝利を収めた。

### 近現代におけるソロモン朝
士師時代の混乱を経て、1855年にカッサ・ハイルはテオドロス2世として皇帝に即位した。「テオドロス」という名は、アクスム王国からイスラーム勢力を排除し、国家の腐敗・戦争・飢餓を克服したとされるテオドロス1世に由来し、カッサ・ハイルはこのテオドロス1世を尊敬していたとされる。彼は帝国を再統一し、イギリスから武器製造の職人を呼び集めるなど、近代化に努めた。しかし、イギリスとの対立から、1868年に彼はイギリスの遠征軍によって処刑された。
テオドロス2世の死から4年経過した1872年1月21日に、ヨハネス4世が後継者争いののち皇帝に即位した。即位に関しては、ショアの首長、サーレ・マリアム（のちのメネリク2世）と対立したものの、ヨハネス4世の息子とサーレ・マリアムの娘が結婚し、サーレ・マリアムの次期即位が確定したために、対立は沈静化した。また1870年代には、イスマーイール・パシャ率いるエジプト軍に侵攻されたが、これを撃破した。
1883年、アディスアベバが建設され、1889年に皇帝に即位したメネリク2世は、同年よりこの地を新たな首都とした。1889年5月2日、彼はイタリアとウッチャリ条約を締結し、国家の平和的統一を図ったが、1891年3月24日に締結されたローマ議定書で、エチオピアはエリトリアに対する支配権を失った。さらに1896年、これに乗じて植民地拡大を目論んだイタリアはエチオピアを侵略したが、アドワの戦いでメネリク2世はこれを撃退した（第一次エチオピア戦争）。同年、アディスアベバ条約でエチオピアの独立性を確保した。また同年、ソマリア領のオガデン地方を併合し、版図を拡大させた。結果として、メネリク2世は、現在のエチオピアの領土とほぼ匹敵する版図を達成した。

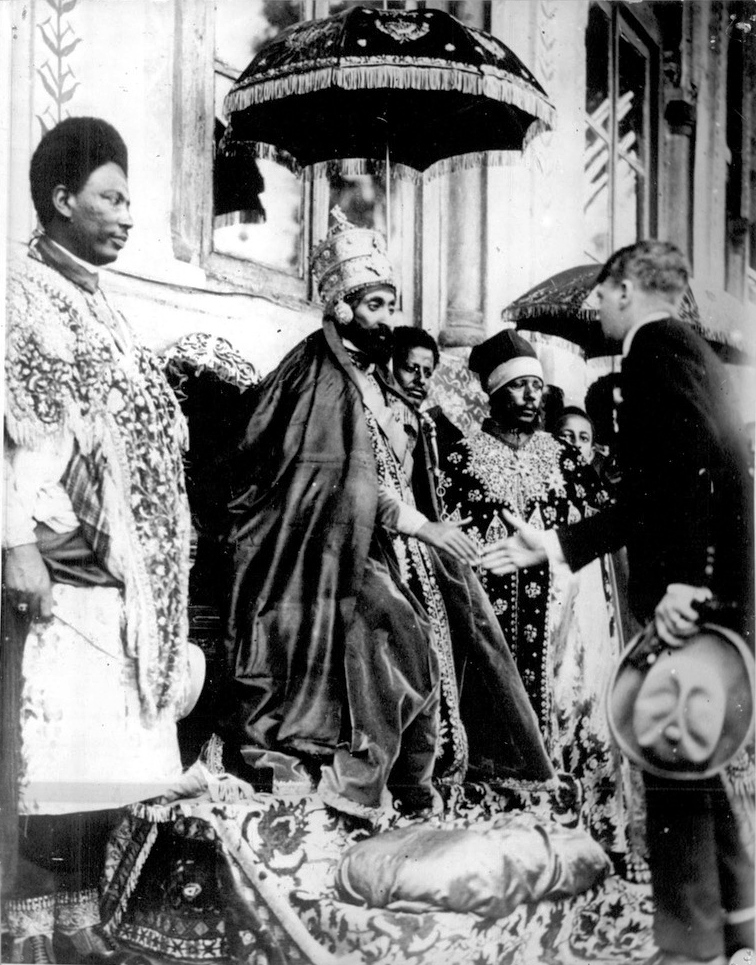
ハイレ・セラシエ1世の戴冠式（1928年）

1930年、女帝ザウディトゥが死去し、これを受け、メネリク2世の従弟、王子ラス・タファリ・マコンネンの息子にあたるハイレ・セラシエ1世が皇帝に即位した。1935年、ベニート・ムッソリーニ政権下のイタリアが再びエチオピアに侵略し、全土を支配した（第二次エチオピア戦争）。このため、ハイレ・セラシエ1世はイギリスに亡命した。亡命の間、エチオピアはイタリア領東アフリカとして統治された。1941年、彼はイギリスとともに祖国解放の進軍を行い、同年5月に独立を回復した。
1955年11月5日、ハイレ・セラシエ1世は、彼が以前制定した1931年エチオピア帝国憲法をさらに明確化して、皇帝への権力の集権化を盛り込み、1955年エチオピア帝国憲法を公布した。そして1960年12月14日、彼がブラジルを訪問している最中に、1960年エチオピアクーデター未遂が発生し、ソロモン朝は窮地に立たされたが、国王の緊急的な帰国により、まもなく鎮圧された。
1974年1月12日に急進的な近代化政策の末、エチオピア革命が勃発。最終的に1974年エチオピアクーデターによりハイレ・セラシエ1世は同年9月、退位に追い込まれた。同年、エチオピア当局に逮捕され、翌年に死去した。また、皇帝の身柄拘束と同時に、1955年エチオピア帝国憲法は停止され、ついに3000年の歴史を持つ王政エチオピアは終焉を迎えた。そして王政打倒後のエチオピアは、社会主義路線を歩むこととなった。

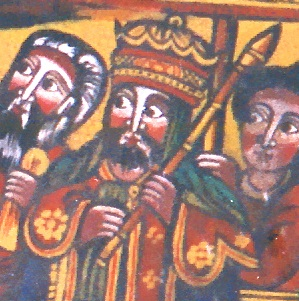
メネリク1世（アクスムの教会内の絵画より）

## 文化

### 言語
ソロモン朝では、口語としてはアムハラ語が利用され、アクスム王国の国語であったゲエズ語は文語として用いられた。王国の発展とともに14世紀ごろから、旧来のゲエズ語を用いた文献、特に聖書などキリスト教関連の文献が多く執筆された。

### 宗教

#### キリスト教の拡大

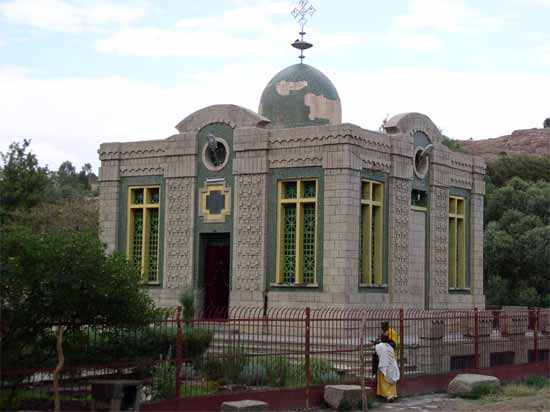
エチオピアで今なお信仰されるエチオピア正教会の聖堂

単性論派の一派であるエチオピア正教会が4世紀以降、エチオピアに拡大した。その後ムスリム勢力で圧迫されたが、1270年ごろ、タクラ・ハイマーノトの努力により、ソロモン朝の創始とともにエチオピア正教会は活力を取り戻した。最大版図を擁していた15世紀ごろは、教会は大土地所有者として国政への影響を強めた。続く16世紀、領内に侵攻したムスリム勢力に対抗するための、ポルトガルからの援助と引き換えに、エチオピア正教会とカトリックとの教会合同が強く働きかけられた。また、17世紀前半においては、イエズス会士がエチオピア高原北部で盛んに活動していた。プレ・ゴンダール期の1626年、皇帝スセニョス1世がカトリックへと改宗し、布教にはイエズス会が関係した。しかし、武力を背景にした布教であったために、1632年に追放され、エチオピア正教会が復活した。

#### プレスター・ジョンの伝説
プレスター・ジョン（プレステ・ジョン、プレスター・ヨハネ）とは、ヨーロッパのキリスト教世界によって想像されていた架空の人物であり、キリスト教徒を保護し、キリスト教の布教に熱心な王だとされていた。この巷説は、東ローマ帝国皇帝のマヌエル1世コムネノスが「プレスター・ジョン」と名乗る人物からの手紙を受け取ったことにより、ソロモン朝成立前の1165年からヨーロッパに伝播したとされている。そしてこれ以降、エンリケ航海王子などによって、「プレスター・ジョンの国」探しが始まった。ある者は、その国をインドだと考えたし、16世紀前半のポルトガルでは、アフリカ南東部のモノモタパ王国だと広く考えられていた。
先の1165年の手紙から12年経過した1177年にも、「プレスター・ジョン」と名乗る人物が、アレクサンデル3世に手紙を差し出している。この手紙に関しては、キリスト教を擁護したことで知られるエチオピアのザグウェ朝の皇帝もしくはその側近が差し出したものだとされている。そして14世紀以降、つまりソロモン朝が既に成立している時期には、ソロモン朝と「プレスター・ジョンの国」とを結びつける考え方が、ヨーロッパで拡大していった。ちなみに、ソロモン朝の皇帝として初めてヨーロッパ人に「プレスター・ジョン」の認定を受けたのは、12代目ダウィト1世である。

### 農業

#### 概説
ソロモン朝領内の食文化についての現地の文献は乏しく、王朝を訪れたイエズス会の宣教師による文献が、食文化についての重要な記録となっている。宣教師らは大航海時代を経て16世紀から17世紀ごろにソロモン朝に滞在していた。イエズス会は、その会士に活動内容の定期的な報告を義務付けていたために、宣教師による文献が多く残っている。

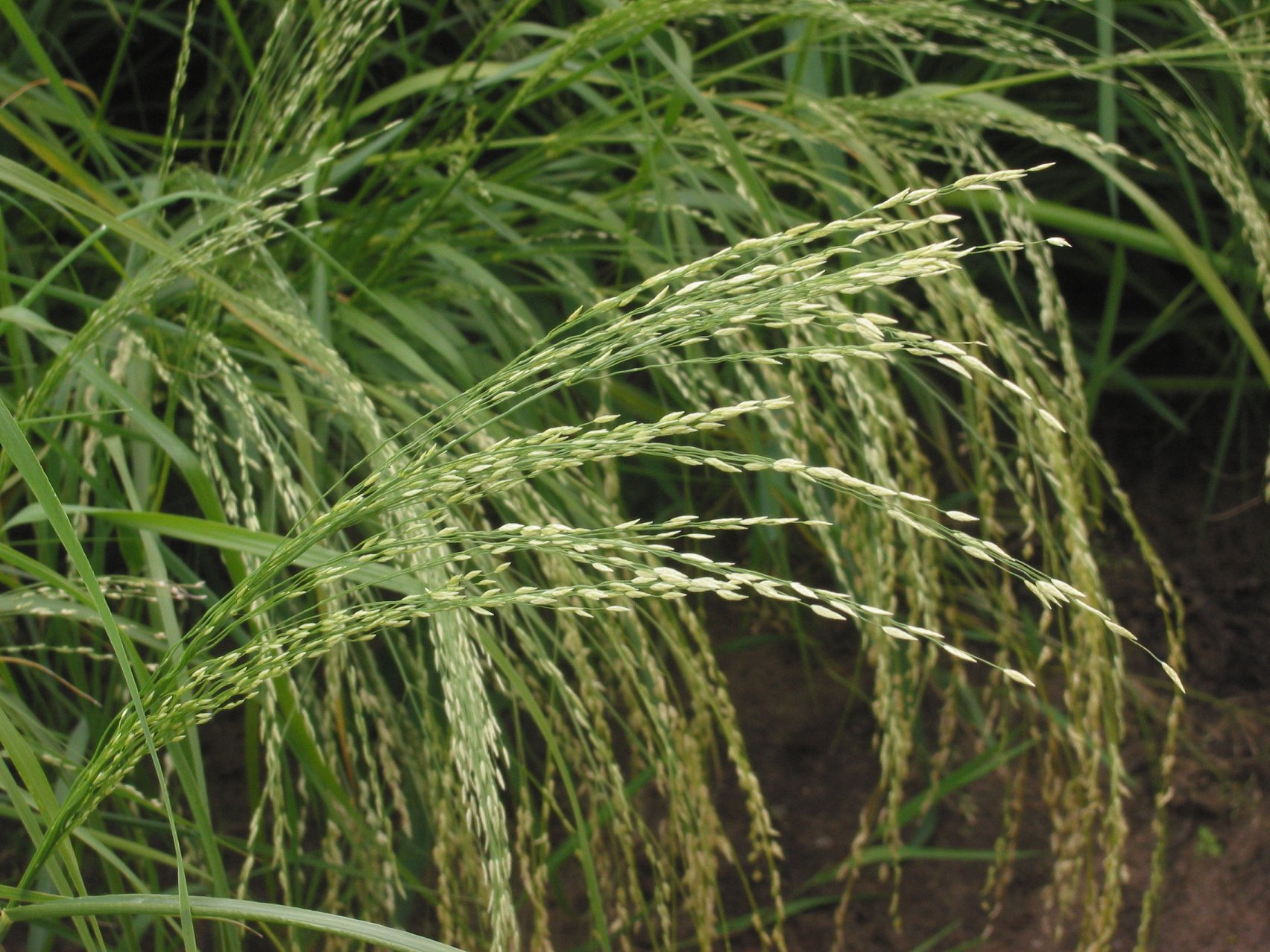
テフ

イエズス会士のひとり、マニュエル・デ・アルメイダの著書『高地エチオピア、すなわちアバシアの歴史』によれば、17世紀当時のエチオピアでは、テフ、モロコシ、シコクビエ、小麦、大麦などの穀類や、ヒヨコマメといった豆類、ヌグと呼ばれる油料作物、その他野菜や果樹が栽培されていたという。また彼は、標高による栽培作物の変化についても述べており、標高が高く冷涼な地域では小麦や大麦が、一方で標高が低く温暖な地域では、麦類に加えてその他の穀類が栽培されていたという。加えて、テフという穀物が現地人に高く評価されていたことも挙げている。食物生産は盛んであった一方、王朝内の兵士による略奪や、悪路による交通障害によって、食料不足に陥る地域もあったという。
宣教師による記述の中には、農業技術に関するものも存在する。1642年に現地を訪れたバラダスは、この地域の犂について、「牛の首に軛を置いただけの構造で、ポルトガルのそれのように深く土地を耕すことはできない」と評している。

#### エンセーテ

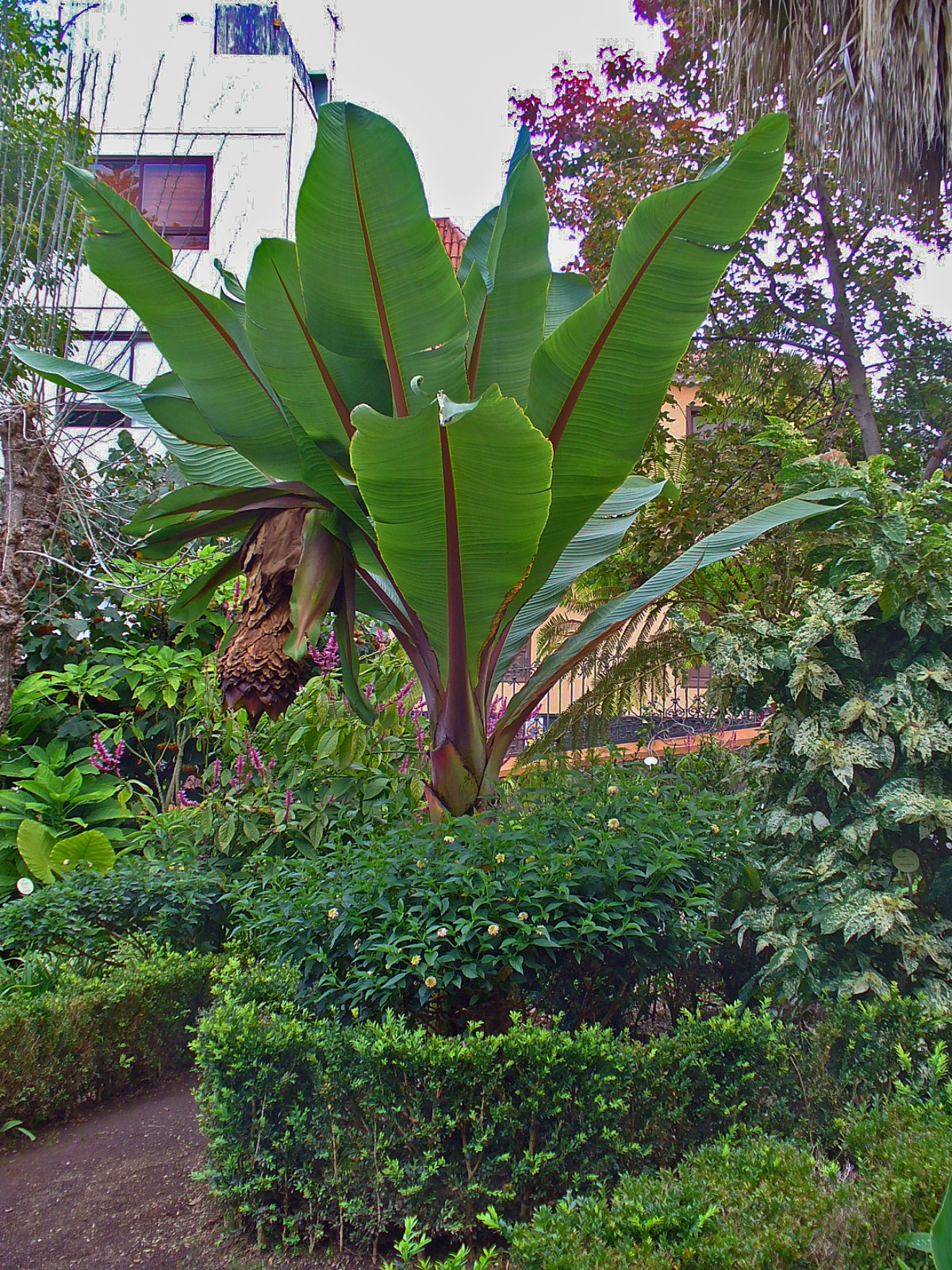
エンセーテの樹木

バショウ科の植物、エンセーテは現代のエチオピアでも南西部において栽培されており、根茎部や偽茎に蓄えられたデンプンが食用とされる。
この作物は、16世紀の皇帝サルツァ・デンゲルのゲエズ語年代記の中でも言及されている。この年代記によれば、同皇帝治世下でのガンポという地域への遠征の端緒は、「ガファトの食べ物（=エンセーテ）を切っていたその地域の住民が、王国軍の兵士を殺害した」ことであるという。これは、ゲエズ語によるエンセーテに関する数少ない記述である。なお、「ガンポ」は青ナイル川の南側、ギベ川上流に存在したとされている。
対して、イエズス会士のひとり、マニュエル・デ・アルメイダは、エンセーテについて以下のように述べている。

エンセーテはこの地特有の樹木であるが、「インドのイチジク」に酷似していて、近くでしか区別できないほどである。幹は太く、二人でもってしても抱えることのできないものもある。地元住民は、それを切って煮て食べるか、あるいは粉にして食べる。「エンセーテ粉」は穴に置かれ、長期間貯蔵される。そこから取り出されたもから「アパ」が作られる。ナレアの諸地方において、これはよく食べられているようだ。この樹木は「インドのイチジク」と同様に密で生息するが、感慨の必要はない。葉や茎は太い亜麻糸のように解け、それから非常に良質でかつ美しいござが作られる。
—マニュエル・デ・アルメイダによる言及（大意）,

また、イエズス会士、ジェロニモ・ロボは、ダモト人によるエンセーテ栽培について述べており、エンセーテを切ると「悲痛で人間くさいうめき声」が聞こえるために、現地の人々はエンセーテを切ることを、「エンセーテを殺す」と呼んでいたという。なお、ダモト人は青ナイル川とタナ湖に囲まれた地域に居住していたという。また彼は、エンセーテの葉や繊維の利用され方や食用のされ方にも言及している。彼によれば、現地の人々がエンセーテを食する方法は多くあり、極めて細かく繊細な白い粉にして食したり、幹と根をジャガイモの要領で煮込んで食したりしていたという。幹と根から作られるものは保存食となり、旅に携行品として持ち運ばれたりもしたとされている。
なお、エンセーテ栽培の起源については論争がある。前出のナレア（エンナルヤ）はソロモン朝の支配下にあったが、オロモ人の侵攻によって飛び地状態となっていた。ブルースは、1770年代にタナ湖南西の小アッバウィ川流域にエンセーテが栽培されており、「ガッラ」（=オロモ人）がこの地にエンセーテをもたらした、としている。しかしこの主張は、20世紀半ば以降、研究者間で論争を引き起こした。例えばバンカーストは、この地にエンセーテをもたらしたのは、オロモ人の侵攻を受けて移住してきたダモト人だとし、ブルースの説を否定した。さらに歴史学者のマッキャンと考古学者のブラントはブルースとピークの報告を比較して、1770年代から1840年代にかけて、青ナイル川とタナ湖に囲まれた地域でのエンセーテ栽培が急速に衰退したことを指摘している。また、そもそも同地域でのエンセーテの食用利用は限られたものであるとも主張している。

### 食文化

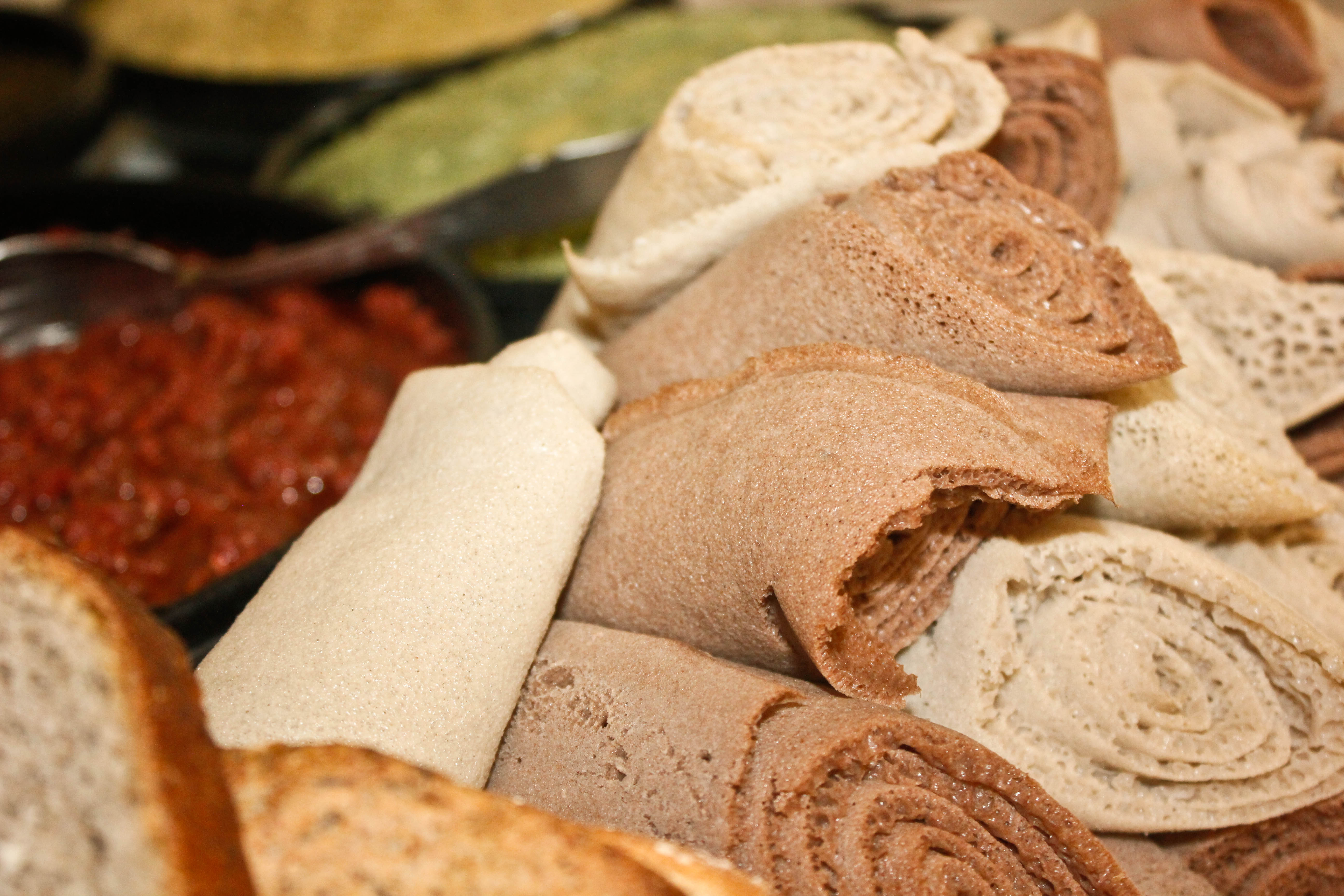
今なおエチオピアの主食として食べられる、インジェラ

1625年に王朝を訪れ、1634年に王朝から追放されたイエズス会士、ジェロニモ・ロボは、「アパと呼ばれるパンケーキ」について言及している。これは、テフの粉から作られる現在のインジェラに相当するものであり、現在の食文化と深く関連している。また彼は、王国内の人々が牛肉の生食を好んでいたことに言及している。
また、17世紀という時期は、大航海時代を経て、新大陸（アメリカ大陸）原産の食物が世界に拡散している時期であるが、実際イエズス会士の記録を参照すると、エチオピアにおいてタバコやジャガイモが栽培されていたことが確認できる。
なお、宣教師らはエチオピア料理特有の料理の辛さ、つまりエチオピア料理で用いられる香辛料について言及しておらず、今日でよく用いられるトウガラシがエチオピア国内で多用されるのは、宣教師らが王朝を去った1630年半ば以降であると推測される。

## 文書にみる王朝
ソロモン朝の年代記においては、紀元前5508年を天地創造の年として、これを紀元とする、独自の暦がしばしば用いられていた。
16世紀ごろのオロモ人による侵攻については、エチオピア教会の聖職者、バフレイの著書「ガッラの歴史」に詳細に描写されている。その著書の中で彼は、「オロモ人は成人男子全員が戦いに赴く」といった、アムハラ人社会にはない、オロモ人の社会構造を指摘し、アムハラ人がオロモ人に圧倒されてしまった理由を分析している。この文献について、石川博樹によれば、以下のように評されているという。

『ガッラの歴史』の英訳を行なったべッキンガム C.F. Beckingham とハンティンフォード G.W.B. Huntingford は，オロモの進出の同時代史料として，また彼らの年齢階梯制に関する記録としてこの著作を高く評価している (Beckingham & Huntingford 1954, xxxvi)。〔中略〕セヴィア・チェルネツォフ S.B. Chernetsov は，「同時代のエチオピア語文学作品の中で際立った存在」であり，「当時の2つの主要な文学ジャンル，すなわち歴史叙述 historiography と聖人伝 hagiography の伝統的な境界を越えた」著作であると述べている (Chernetsov 1974, 803)。
—石川博樹,

著者のバフレイは、「悪しき人々（ここではオロモ人）の歴史を善き人のように描写した」という類の、エチオピア人の誤解による批判を、著書『ガッラの歴史』の冒頭で予想していた。このことについて石川は、16世紀のエチオピア社会において、「歴史書とは『善良なキリスト教徒』の歴史を記述するべきであり、侵略者であるオロモ人について記述することは悪である」という観念が定着していたことが窺える、としている。また、これと同時期に著された「皇帝年代記」と総称されるサルツァ・デンゲル（在位 1563年 - 1597年）の年代記は、北部エチオピアの歴史叙述の中核をなし、同時期のソロモン朝についての研究の重要資料となっている。
なお、ゴンダール期のすべての皇帝について年代記が伝存しているわけではなく、ヨハンネス1世、イヤス1世、バカッファ、イヤス2世、イヨアス1世の5人に限られている。
ソロモン朝が終焉を迎える1974年まで、エチオピア帝国憲法には、メネリク1世からハイレ・セラシエ1世に至るまで血続きである旨が記されており、伝説とされる部分も史実として重要視されていたことを意味する。

## 歴代皇帝

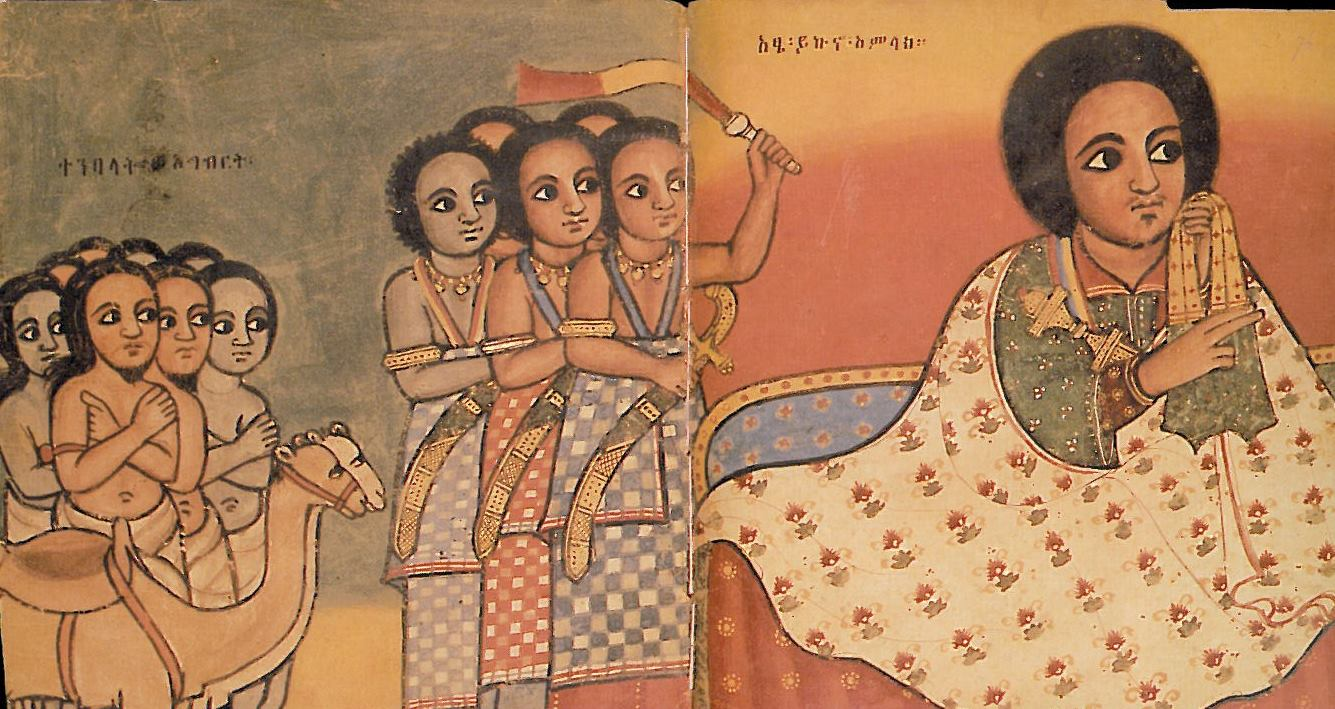
イクノ・アムラク
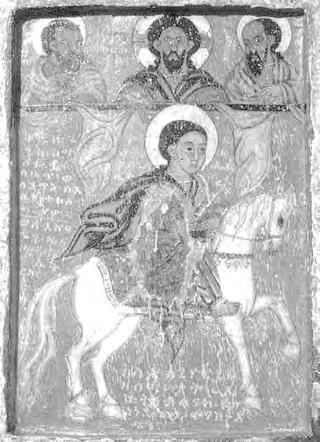
アムダ・セヨン（英語版）（15世紀の写本より）
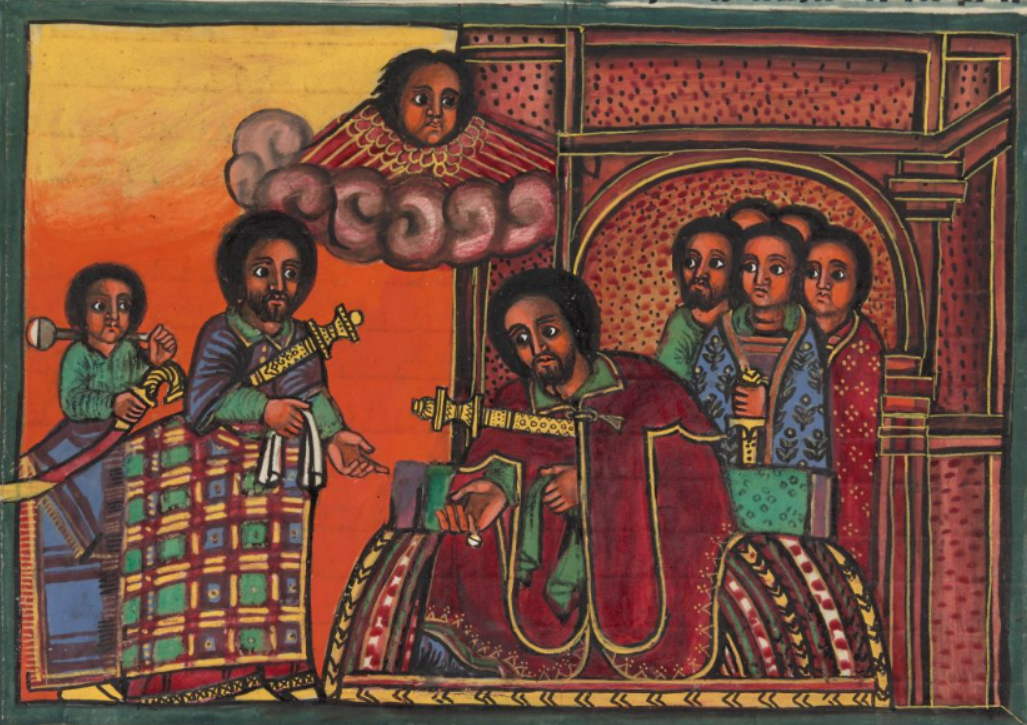
ザラ・ヤコブ（英語版）（17世紀に描かれた、戴冠式の様子）
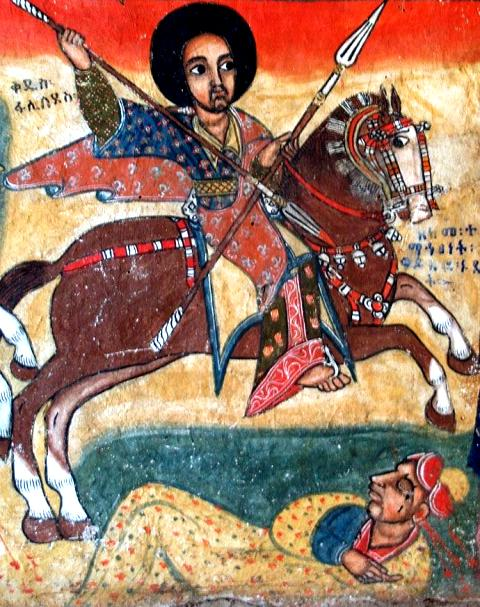
ファシラダス（英語版）
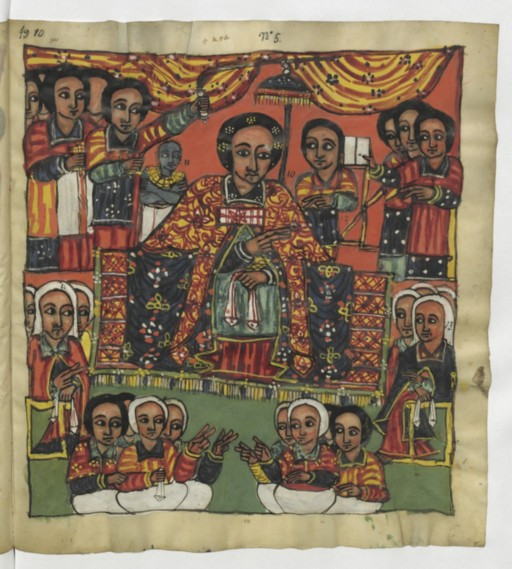
イヤス1世（19世紀の写本より）
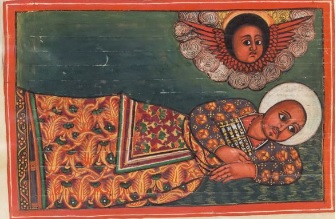
バカッファ（英語版）
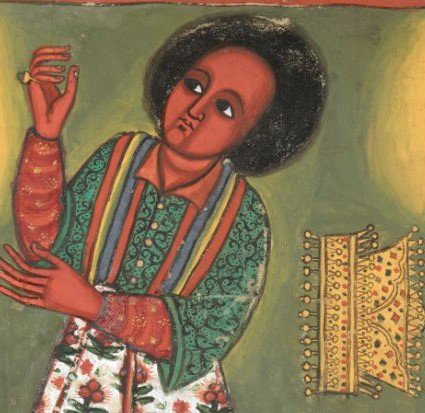
イヨアス1世（英語版）
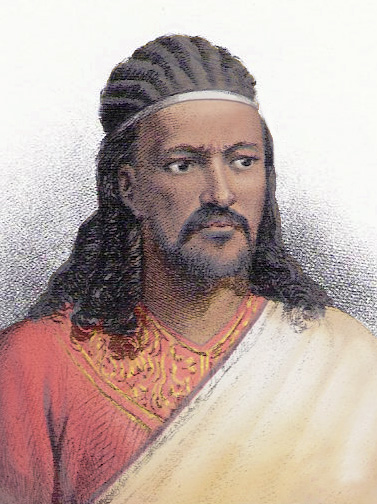
テオドロス2世
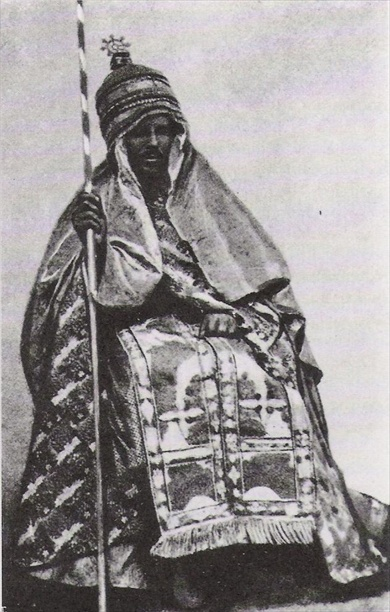
ヨハネス4世（英語版）
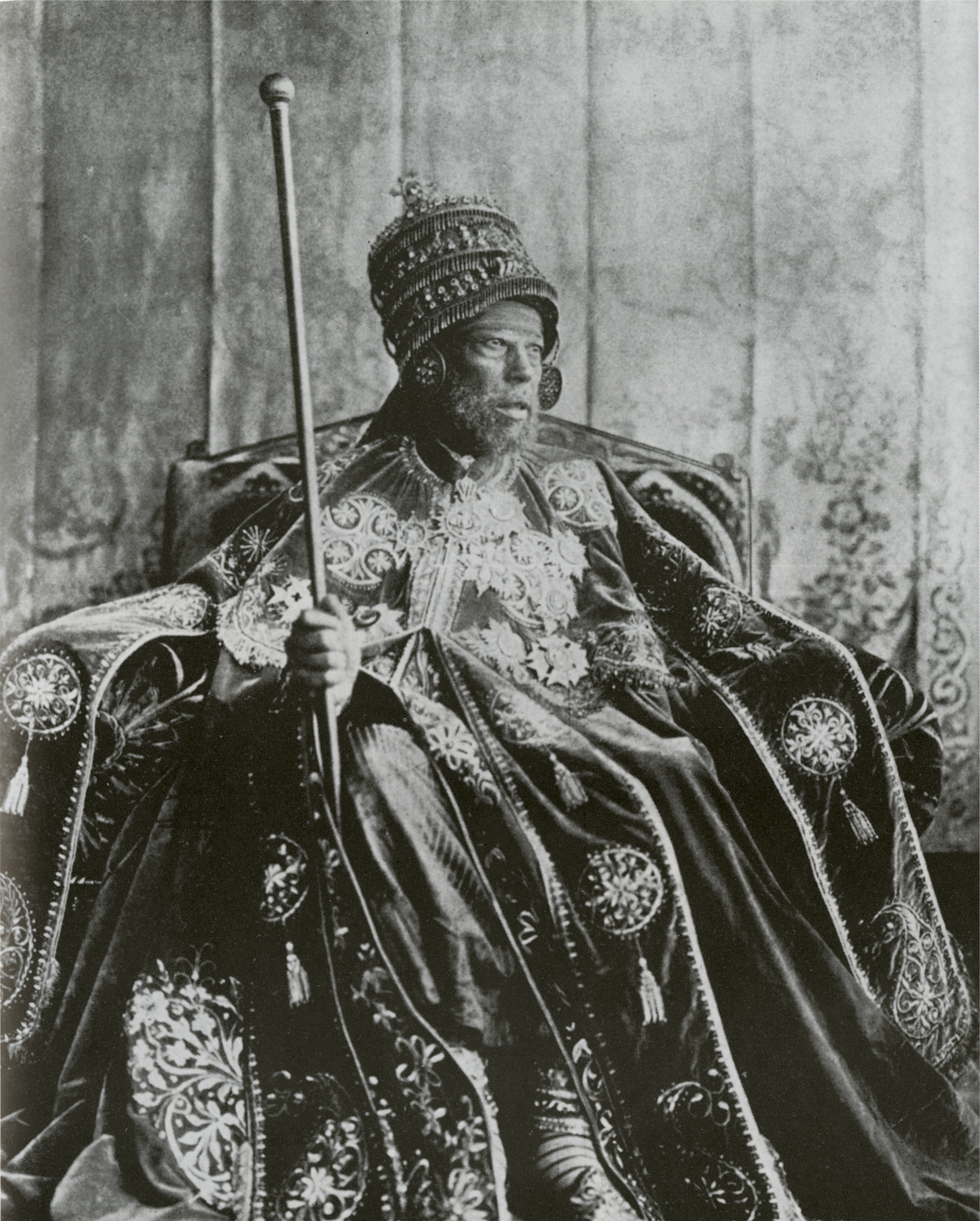
メネリク2世
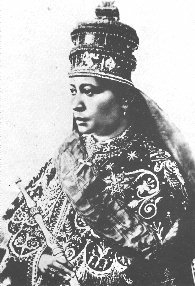
ザウディトゥ
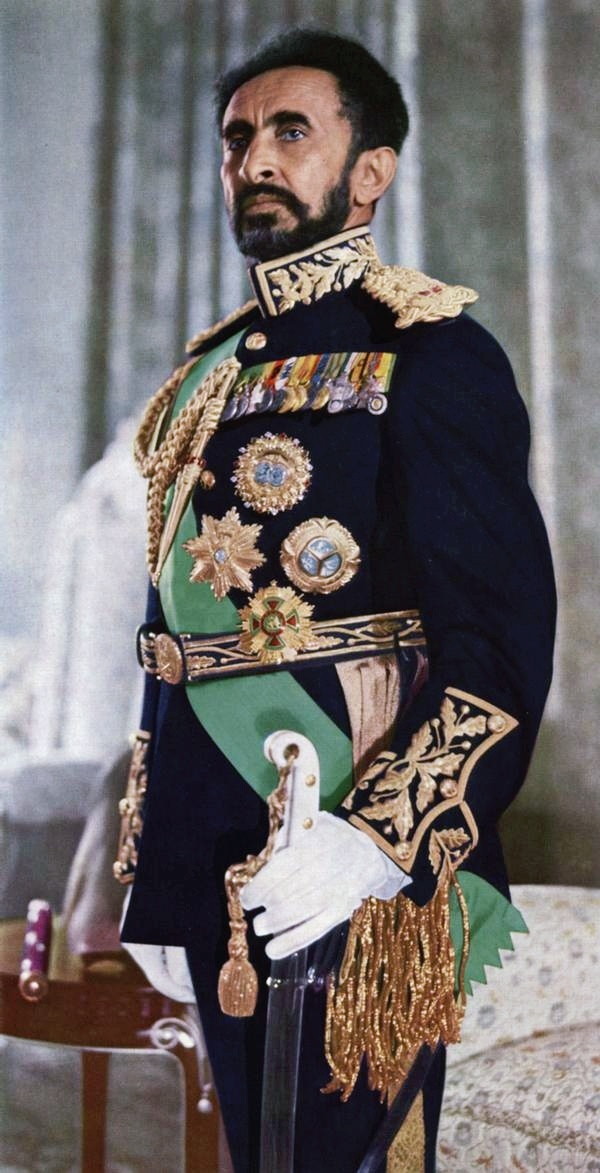
ハイレ・セラシエ1世